# Минано
Минано (яп. 皆野町 Минано-мати) — посёлок в Японии, находящийся в уезде Титибу префектуры Сайтама. Площадь посёлка составляет 63,61 км², население — 10 289 человек (1 августа 2014), плотность населения — 161,75 чел./км².

## Географическое положение
Посёлок расположен на острове Хонсю в префектуре Сайтама региона Канто. С ним граничат города Титибу, Хондзё, посёлки Нагаторо, Камикава, Йории и село Хигасититибу.

## Население
Население посёлка составляет 10 289 человек (1 августа 2014), а плотность — 161,75 чел./км². Изменение численности населения с 1980 по 2005 годы:
| 1980 | 12 817 чел. |  |
| 1985 | 12 707 чел. |  |
| 1990 | 12 571 чел. |  |
| 1995 | 12 602 чел. |  |
| 2000 | 12 199 чел. |  |
| 2005 | 11 518 чел. |  |

## Символика
Деревом посёлка считается гинкго, цветком — альбиция ленкоранская, птицей — Zosterops japonicus.